# Albert Pelissier
Albert Pelissier (Cagnes-sur-Mer, 16 september 1917 – 24 mei 2005) was een Frans golfprofessional.
In 1951 won Pelissier het Belgisch Open op de Royal Latem Golf Club. Daardoor werd hij uitgenodigd mee te doen aan de Masters van 1952. Met de RMS Queen Elizabeth (I) en zijn vriend Jean Baptiste Ado, die in 1950 titelverdediger was toen Pelissier de Grand Prix PGA France won, stak hij de Atlantische Oceaan over en samen maakten zij een rondreis door de Verenigde Staten alvorens naar Augusta te gaan. Bij Evanston, vlak bij Chicago, ontdekten ze het fenomeen drivingrange.
Pelissier was in 1952 de eerste Fransman die aan de Masters meedeed. Henri de Lamaze speelde er in 1958, Jean Garaialde in 1964. De Masters bestond in 1952 nog uit 72 holes, de cut na 36 holes werd pas zes jaar later geïntroduceerd. Wat Pelissier betreft was de Masters geen succes. Zijn score was slecht en toen het de derde dag vreselijk weer was, trok hij zich terug.
Terug in Frankrijk begon hij meteen plannen te maken om de eerste Franse drivingrange te bouwen. Hij liet in Biot een eenvoudig clubhuis met snackbar neerzetten, een drivingrange bouwen en er werden een oefengreen en wat oefenbunkers aangelegd. Hij opende in 1955. In 1984 ging Pelissier samenwerken met Jean-Marc Autiero, die de zaak in 1989 overnam en moderniseerde. Er kwamen toen ook meer oefenfaciliteiten bij.
Pelissier was in 1955 ook de eerste pro in Frankrijk die gratis jeugdlessen gaf.

## Gewonnen
- 1950: Grand Prix PGA France
- 1951: Belgisch Open